# Ménil-Lépinois
Ménil-Lépinois település Franciaországban, Ardennes megyében. Lakosainak száma 144 fő (2022. január 1.). Ménil-Lépinois Alincourt, Aussonce, Bergnicourt, Le Châtelet-sur-Retourne, Juniville, Neuflize, Saint-Remy-le-Petit, Isles-sur-Suippe és Warmeriville községekkel határos.

## Népesség
A település népességének változása:
| Lakosok száma | 108  | 104  | 103  | 97   | 142  | 135  | 136  | 133  | 137  | 144  |
|               | 1968 | 1982 | 1990 | 2006 | 2013 | 2015 | 2017 | 2019 | 2020 | 2022 |